# جمال ويلسون
جمال ويلسون (بالإنجليزية: Jamal Wilson) هو منافس ألعاب قوى باهاماسي، ولد في 1 سبتمبر 1988 في ناساو في باهاماس.

## وصلات خارجية
- جمال ويلسون على موقع الاتحاد الدولي لألعاب القوى (الإنجليزية)
- جمال ويلسون على موقع أوليمبيديا (الإنجليزية)